# Assemblée nationale (République centrafricaine)
Pour les autres articles nationaux ou selon les autres juridictions, voir Assemblée nationale.
7e législature
Palais du peuple
L'Assemblée nationale est la chambre basse du parlement de la république centrafricaine de jure détenant le pouvoir législatif. Dans les faits il s'agit d'un parlement monocaméral puisque le Sénat, prévu par la Constitution de 2015, n'a toujours pas été établi.

## Fonctionnement
Le fonctionnement de l'Assemblée nationale est régi principalement par la Constitution de la République centrafricaine promulguée le 30 mars 2016, en particulier des articles 52 à 58 rassemblés sous le titre « Du Pouvoir législatif », le code électoral, la loi organique et son règlement intérieur.
Elle a trois fonctions essentielles :
- contrôler l'action du gouvernement ;
- représenter les populations ;
- voter la loi et le budget.

## Système électoral
L'Assemblée nationale est composée de 140 sièges pourvus pour cinq ans au scrutin uninominal majoritaire à deux tours dans autant de circonscriptions. Est élu dans chacune d'elles le candidat ayant recueilli la majorité absolue des suffrages exprimés au premier tour. À défaut, un second tour est organisé entre les deux candidats arrivés en tête au premier, et celui recueillant le plus de voix est déclaré élu. En cas d'égalité des voix entre un homme et une femme, la femme l'emporte. Si l'égalité des voix concerne deux personnes de même sexe, la plus âgée l'emporte,.
Les candidats doivent être âgés d'au moins vingt-cinq ans, et s'acquitter d'une caution de 250 000 francs CFA, qui leur est rétribuée s'il obtiennent au moins 10 % des suffrages dans leur circonscription. Avant 2020, la caution était de 100 000 francs CFA, et était également rétribuée en moitié si les candidats obtenaient au moins 5 %.

## Rôle

### Pouvoir législatif
Le pouvoir législatif est exercé par un Parlement qui comprend deux chambres : lʼAssemblée Nationale et le Sénat, qui n'est toujours pas établi à ce jour. Le Parlement légifère et contrôle lʼaction du Gouvernement. Le domaine de la loi est explicitement délimité, tout ce qui ne s'y trouve pas relevant alors du pouvoir réglementaire.

### Initiative des lois
Les membres du Parlement centrafricain sont aussi à l'initiative des lois, détenant ce pouvoir conjointement avec le gouvernement.

### Contrôle du gouvernement
L'Assemblée peut défaire le gouvernement, soit par un vote négatif lors de la déclaration de politique générale de celui-ci, soit par l'approbation d'une motion de censure.

### Traités internationaux
Pour la ratification ou la dénonciation d'un traité, le président de la République doit préalablement obtenir l'approbation de l'Assemblée.
Seule cette dernière peut autoriser, par un vote, une déclaration de guerre.

### Révision de la Constitution
L'Assemblée peut proposer, tout comme le président de la République et avec une majorité des 2/3, une révision de la Constitution. Elle est ensuite adoptée si au moins les 3/4 de l'Assemblée se prononce en faveur du projet.

### Bureau
Le bureau est élu le 9 mars 2022, il est constitué de 15 membres dont :
| Poste                       | Nom                        | Parti politique |
| --------------------------- | -------------------------- | --------------- |
| Président                   | Simplice Sarandji          | Indépendant     |
| 1er vice-président          | Evariste Ngamana           | MCU             |
| 2e vice-président           | Bernard Dillah             | MLPC            |
| 3e vice-président           | André Nalké Dorogo         | URCA            |
| 4e vice-président           | Dieudonné Djeme            | MOUNI           |
| 1er questeur                | Magloire Makango           | MCU             |
| 2e questeur                 | Josué Titus Ngougbo        | RDC             |
| 3e questeur                 | Fleury Pabandji            | MCU             |
| 1re secrétaire              | Clément Ndombe             | MCU             |
| 2e secrétaire               | Bernadette Gambo Souaninzi | MCU             |
| 3e secrétaire               | Marie Christiane Patassé   | MCU             |
| Assistant de vice-président | Jonas Donon                | PAD/PGD         |
| Assistant de vice-président | Sylvain Mbombo de Nola     | MCU             |
| Assistant de vice-président | Alime Aziza Saoumaine      | MCU             |
| Assistant de vice-président | Lucien Mbaïgoto            | MOUNI           |

## Bâtiment

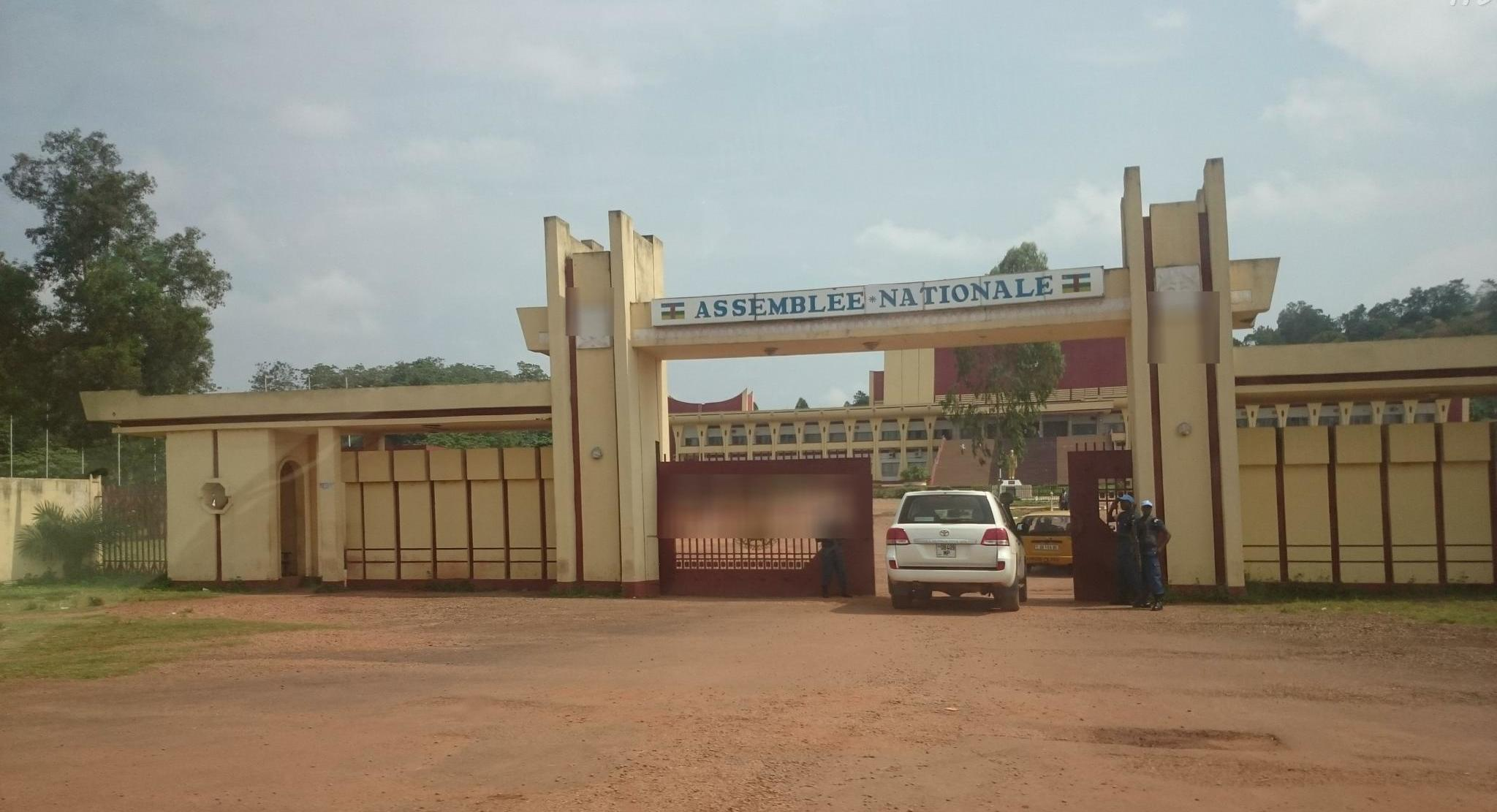
Entrée du Palais du peuple.

L'Assemblée nationale siège au palais du peuple à Bangui, construit pendant le régime du président Kolingba grâce à la coopération coréenne. Il est inauguré le 1er janvier 1993.

## Législatures
La législature de 2016 à 2021 se présente comme la 6e législature, elle est la première législature de la VIe République issue de la constitution du 30 mars 2016. La 7e législature débute le 2 mai 2021. 
| Année d'élection | début              | fin              | Sièges | Parti clé |
| ---------------- | ------------------ | ---------------- | ------ | --------- |
| 1959             | 1er juin 1959      | 1er juin 1964    | 50     | MESAN     |
| 1964             | 15 avril 1964      | 1er janvier      | 60     | MESAN     |
| 1987             | 1er septembre 1987 | 20 octobre 1993  | 52     | RDC       |
| 1993             | 20 octobre 1993    | 1er janvier 1999 | 85     | MLPC      |
| 1998             | 1er janvier 1999   | 15 mars 2003     | 109    | MLPC      |
| 2005             | 1er août 2005      | 1er février 2011 | 105    | KNK       |
| 2011             | 1er février 2011   | 24 mars 2013     | 100    | KNK       |
| 2016             | 6 mai 2016         | 2 mai 2021       | 140    | MCU       |
| 2020-2021        | 3 mai 2021         | en cours         | 140    | MCU       |